# Гладкочуб, Дмитрий Петрович
Дми́трий Петро́вич Гладкочу́б (род. 8 февраля 1968 года, Благовещенск, Амурская область) — российский геолог, директор Института земной коры СО РАН, член-корреспондент РАН (2016).

## Биография
Родился в 1968 году в Благовещенске Амурской области.
В 1990 году — с отличием окончил геологический факультет Иркутского государственного университета, специальность «геологическая съёмка, поиск и разведка месторождений полезных ископаемых».
После окончания института по настоящее время работает в Институте земной коры СО РАН, где прошёл путь от стажёра-исследователя до директора (с 2011 года).
В 1996 году — защитил кандидатскую диссертацию, тема: «Рифей-нижнепалеозойский вулканизм Юго-Восточного Саяна».
В 2004 году — защитил докторскую диссертацию, тема: «Эволюция южной части Сибирского кратона в докембрии-раннем палеозое и её связь с суперконтинентальными циклами».
В 2015 году — присвоено почётное учёное звание профессора РАН.
В 2016 году — избран членом-корреспондентом РАН.

## Научная деятельность
Ведёт научные исследования в области петрологии магматических и метаморфических пород, занимается также вопросами тектоники и региональной геологии.
С 1998 года — преподаёт на кафедре минералогии и петрографии геологического факультета Иркутского госуниверситета.
Автор 190 индексируемых научных работ, количество цитирований — 3728, индекс Хирша — 26.

## Награды
- Медаль ордена «За заслуги перед Отечеством» II степени (28 ноября 2022 года) — за вклад в развитие науки и многолетнюю добросовестную работу[5]

- Премия имени В. А. Обручева (совместно с Е. В. Скляровым, Т. В. Донская, за 2020 год) — за цикл работ «Основные этапы становления консолидированной литосферы Сибири: от архея до кайнозоя»
- Премия Фонда содействия отечественной науке при Президиуме РАН (2001—2003 гг.)
- Премия Президиума СО РАН имени академиков Ю. А. Кузнецова и В. А. Кузнецова (2002 г.)
- лауреат конкурса РАН молодых учёных (1999—2002 гг.)
- лауреат конкурса Президиума СО РАН выдающихся молодых учёных (1999—2000; 2001—2002; 2003—2004 гг.)
- обладатель гранта Геологического общества Америки (GSA) 2003 г.; дипломов и стипендий Германской службы академических обменов (2004, 2005, 2006 гг.)
- Почётная грамота Президиума СО РАН (2006, 2012)
- Почётная грамота Министерства образования и науки Российской Федерации (2007)
- Почётное звание «Заслуженный ветеран СО РАН» (2012)